# Tone Wieten
Tone Wieten (Amsterdã, 17 de março de 1994) é um remador neerlandês, medalhista olímpico.

## Carreira
Wieten competiu nos Jogos Olímpicos de 2016, no Rio de Janeiro, onde conquistou a medalha de bronze com a equipe dos Países Baixos no oito com. Na edição seguinte, ganhou o ouro no skiff quádruplo, ao lado do Abe Wiersma, Dirk Uittenbogaard e Koen Metsemakers. Em 2024, obteve novamente o título do skiff quádruplo nos Jogos Olímpicos em Paris.